# Оперативна група 145
Оперативна група 145 (англ. Task Force 145) — спеціальна оперативна група сил спеціальних операцій США та Великої Британії, яка відповідала за полювання на високопоставлених лідерів Аль-Каїди та Іраку, включаючи Осаму бін Ладена та, до його смерті 7 червня 2006 року, лідера Аль-Каїди в Іраку Абу Мусаб аз-Заркаві. Вважається, що оперативна група зіграла певну роль у завданні удару на середній висоті, внаслідок якого аз-Заркаві був убитий неподалік від Бакуби. Цій групі було доручено зрив операцій Аль-Каїди в Іраку та, меншою мірою, в Афганістані.

## Зміст
Оперативна група 145 складалася з операторів «Дельта», 6-ї групи SEAL ВМС США, SAS, SBS і 75-го полку рейнджерів. Особовий склад елітного воєнізованого підрозділу ЦРУ (SAD/SOG) також вважалися важливою частиною групи. Елементи підтримки включали 160-го авіаційного полку спеціальних операцій, 24-ї ескадрильї спеціальної тактики ПС та британських десантників із SFSG.
Підрозділ працював щонайменше до січня 2007 року; інформації, чи існує він після виведення США з Іраку, немає. У січні 2007 року оперативна група 88 створила допоміжну оперативну групу, оперативну групу 17 (Організація розвідки армії США/спеціальні сили), на додаток до існуючої оперативної групи, яку вона підтримувала, оперативну групу 16 (США/Велика Британія Tier 1 SOF). Оперативна група 17 була створена для «протидії іранському впливу». Оперативна група 17 повинна була стати початково боєздатною станом на 15 січня 2007 року, а повна оперативна здатність буде на місці не пізніше 15 лютого 2007 року".
Оперативна група, як відомо, працює дуже автономно. У своїй єдиній публічно відомій операції вони, як повідомляється, TF145 провела кілька рейдів, не вимагаючи схвалення на їхнє проведення від найближчих звичайних командних структур, а лише вимагаючи його від USSOCOM. Оперативна група також відповідала за відстеження та остаточне знищення (боєприпасами F-16). Абу Мусаба аз-Заркаві.
За 18 місяців, починаючи з початку 2007 року, оперативна група, як повідомляється, заарештувала 3500 терористів у Багдаді та вбила кілька сотень інших. Таким чином, кількість вибухів Аль-Каїди скоротилася в середньому з 150 на місяць (щомісяця гинули 3000 осіб) до приблизно двох. Під час кампанії шість військовослужбовців САС було вбито і 30 поранено. Загальна кількість втрат «Дельта Форс» становила 20 відсотків (убиті, поранені, хворі). Загалом до моменту припинення бойових дій TF 145 загинуло 18 осіб.